# Laurent Hénart
Laurent Hénart (ur. 15 października 1968 w Laxou) – francuski polityk i prawnik, parlamentarzysta, mer Nancy (2014–2020).

## Życiorys
Studiował prawo w Nancy (dyplom DEA), ukończył również Instytut Nauk Politycznych w Paryżu. Pracował m.in. jako prawnik w sektorze bankowym.
Od początku lat 90. związany z Partią Radykalną (partię współpracującą z UDF i UMP), współtworzył jej organizację młodzieżową Jeunes Radicaux. Od 1991 do 2001 zasiadał w radzie miejskiej Nancy, następnie pełnił obowiązki zastępcy mera tej miejscowości. W 2002 wybrany do Zgromadzenia Narodowego z departamentu Meurthe i Mozela. W 2004 został sekretarzem stanu ds. integracji młodych w rządzie Jeana-Pierre’a Raffarina, funkcję tę pełnił do 2005. Wygrał następnie wybory uzupełniające do parlamentu, mandat utrzymał także w 2007, zasiadając w Zgromadzeniu Narodowym do 2012. W 2010 uzyskał także mandat radnego regionu Lotaryngia.
W 2014 zastąpił Jeana-Louisa Borloo na funkcji przewodniczącego Partii Radykalnej. W tymże roku został również wybrany na urząd mera Nancy. Funkcję tę pełnił do 2020.
W grudniu 2017 obok Sylvii Pinel został współprzewodniczącym Ruchu Radykalnego, Społecznego i Liberalnego, ugrupowania powstałego na skutek połączenia Partii Radykalnej z Lewicową Partią Radykalną (od 2019 był samodzielnym przewodniczącym partii). We wrześniu 2021 ogłosił, że jego ugrupowanie powróciło do nazwy Partia Radykalna. Na czele partii stał do września 2024.